# John Myung
John Ro Myung, né le 24 janvier 1967 à Chicago dans l'Illinois, est un musicien américain. Il est le bassiste du groupe de metal progressif Dream Theater.

## Biographie

### Débuts
Né à Chicago de parents coréens, il commence à jouer du violon à partir de l'âge de cinq ans puis se met à la basse à quinze ans. Il va ensuite à l'école de musique Berklee College of Music située à Boston où il rencontre Mike Portnoy et John Petrucci. Avec le claviériste Kevin Moore et le chanteur Chris Collins ils forment le groupe Majesty, qui produira l'album-démo Majesty avant de se renommer Dream Theater car le nom du groupe était déjà utilisé.

### Différents groupes
John Myung est le bassiste de Dream Theater depuis la création du groupe. 
Il a aussi participé à d'autres projets, comme Platypus avec le batteur Rod Morgenstein, le guitariste Ty Tabor et l'ancien membre de Dream Theater Derek Sherinian.
Après la séparation de Platypus, les musiciens forment le trio The Jelly Jam sans Derek Sherinian.

## Matériel
Sur le premier album de Dream Theater When Dream And Day Unite, il joue sur une Music Man StingRay 4 cordes. Par la suite, il va jouer sur des basses à 6 cordes : Tobias au début, puis une marque peu connue : Tung (album Awake). Après que Tung cesse de produire, il passe chez Yamaha avec d'abord les TRB, puis les RBX6JM et RBX6JM2 (signature John Myung). Il joue ensuite sur une bongo 5 cordes de chez Music Man. Il joue aussi sur des Grand Chapman Stick (12 cordes en tapping à deux mains). Il a récemment signé un contrat avec Music Man pour qu'il teste les prototypes d'un modèle 6 cordes de la Bongo.

## Techniques
John Myung est un adepte du jeu à 2 ou 3 doigts comme il l'explique dans sa vidéo pédagogique Progressive Bass Concept. S'il ne slappe pratiquement pas, il utilise par contre très bien le tapping à 2 mains sur, par exemple, Metropolis ou Scarred. Il a également souvent recours aux harmoniques comme sur des intros telles que Lifting Shadows Off A Dream ou Bombay Vindaloo.

## Essentiel de la discographie/vidéographie

### Discographie
- Dream Theater - When Dream And Day Unite (1989)
- Dream Theater - Images And Words (1992)
- Dream Theater - Live At The Marquee (1993)
- Dream Theater - Awake (1994)
- Dream Theater - A Change Of Seasons (1995)
- Dream Theater - Falling Into Infinity (1997)
- Dream Theater - Once In A LIVEtime (1998)
- Platypus - When Pus Come To Shove (1998)
- Dream Theater - Metropolis Part 2: Scenes From A Memory (1999)
- Dream Theater - Live Scenes From New York (2001)
- Platypus - Ice Cycles (2000)
- Dream Theater - Six Degrees Of Inner Turbulence (2002)
- The Jelly Jam - The Jelly Jam (2002)
- Dream Theater - Train Of Thought (2003)
- The Jelly Jam - The Jelly Jam 2 (2004)
- Dream Theater - Octavarium (2005)
- Dream Theater - Score (2006)
- Dream Theater - Systematic Chaos (2007)
- Dream Theater - Chaos in Motion 2007-2008 (2008)
- Dream Theater - Black Clouds and Silver Linings (2009)
- The Jelly Jam - Shall We Descend (2011)
- Dream Theater - A Dramatic Turn of Events (2011)
- Dream Theater - Dream Theater (2013)
- Dream Theater - Live at Luna Park (2013)
- Dream Theater - Breaking the Fourth Wall (2014)
- Dream Theater - The Astonishing (2016)
- Dream Theater - Distance Over Time (2019)
- Dream Theater - Distant Memories - Live in London (2020)
- Dream Theater - A View from the Top of the World (2021)
- Dream Theater - Parasomnia (2025)

## Sources
- (en) Phil Freeman, « Exclusive: John Myung Speaks! », Roadrunner Records,‎ 28 juin 2012 (lire en ligne)